# Thomas Graf
Thomas Graf (nacido el 28 de septiembre de 1944) es biólogo del Centro de Regulación Genómica (CRG) de Barcelona (España). Pionero en reprogramación celular, demostró que las células sanguíneas pueden transdiferenciarse mediante factores de transcripción. También es conocido por sus primeros trabajos sobre los oncogenes transportados por retrovirus y la cooperación oncogénica en la formación de la leucemia.

## Investigación
A finales de los años 70, Graf codescubrió varios oncogenes de origen celular adquiridos por retrovirus aviares, denominados Mac (más tarde Myc), Erb y Myb. Descubrió que varias cepas de virus naturales habían adquirido varias combinaciones de oncogenes por pares y que estos cooperaban para causar leucemia aguda, un ejemplo temprano del origen multigénico de los cánceres. También demostró que el factor de transcripción Myb puede bloquear de forma reversible la diferenciación de los glóbulos blancos, una de las primeras demostraciones de cambios inducidos en el destino celular. En sus investigaciones más recientes demostró que es posible inducir la conversión de distintos tipos de células sanguíneas especializadas mediante la expresión forzada de factores de transcripción. En 1995 fue pionero en esta técnica que permite la transdiferenciación de glóbulos blancos en precursores de glóbulos rojos y viceversa inducida por Gata1 y PU.1, respectivamente. Posteriormente (2004) consiguió convertir linfocitos B en macrófagos funcionales, utilizando C/EBPa como conductor. Utilizando el mismo enfoque, también fue el primero en inducir una conversión de células relacionadas más distantes, a saber, la de células no sanguíneas en macrófagos. Por último, descubrió que la expresión forzada de C/EBPa en precursores de linfocitos malignos conduce a la formación de macrófagos y a la pérdida de tumorigenicidad, lo que sugiere la transdiferenciación como vía alternativa para intervenciones terapéuticas.

## Premios
- 1983 Premio de la Fundación Wilhelm-Warner
- 1983 Premio Principal, Sociedad Alemana de Microbiología e Higiene
- 1983 Premio de investigación de leucemia de la Fundación Kind-Philipp
- 1988 Premio de la Fundación Josef-Steiner
- 1988 Conferencia y premio Theodor Boveri
- 1989 Premio Paul Ehrlich-Ludwig Darmstaedter